# 艾文·艾利
艾文·艾利（英語：Alvin Ailey，1931年1月5日—1989年12月1日）是非裔美國編舞家和行動主義者，他創立了紐約市的艾文·艾利美國舞蹈劇院。他因推廣現代舞和改變非裔美國人參與20世紀的音樂會舞蹈而受到讚譽。由於他的公司大規模的國際巡迴演出，他的公司獲得了「世界文化大使」的綽號。艾利的舞蹈傑作《啟示》被認為是最著名和最常見的現代舞表演。1977年，艾利獲美國全國有色人種協進會（NAACP）頒授斯冰格獎章。他其後於1988年獲得肯尼迪中心榮譽獎，並於2014年獲貝拉克·奧巴馬在死後追授總統自由勳章。

## 悼念
2012年，艾利獲選進遺產步道——一個關於LGBT歷史和人物的戶外展覽。

## 引用
- DeFrantz, Thomas F. . New York: Oxford University Press. 2004. ISBN 978-0-19-530171-7.

## 外部連結
- Alvin Ailey American Dance Theater
- 互聯網百老匯資料庫（IBDB）上艾文·艾利的資料（英文）
- 艾文·艾利在互联网电影资料库（IMDb）上的資料（英文）
- 互联网外百老汇数据库（IOBDB）上艾文·艾利的資料（英文）
- American Ballet Theater biography
- Kennedy Center biography
- NPR: Holiday Dance at the Alvin Ailey Theater （页面存档备份，存于）
- WorldCat 聯合目錄中艾文·艾利的著作或與之相關的著作
- Archive footage of Alvin Ailey Repertory Ensemble dancing Revelations in 1988 at Jacob's Pillow